# Colletes araucariae
Colletes araucariae är en biart som beskrevs av Heinrich Friese 1910. Colletes araucariae ingår i släktet sidenbin, och familjen korttungebin. Inga underarter finns listade i Catalogue of Life.